# Зејн Кирхнер
Зејн Кирхнер (енгл. Zane Kirchner; 16. јун 1984) професионални је рагбиста и репрезентативац ЈАР, који тренутно игра за славни ирски тим Ленстер рагби. Висок 185 цм, тежак 96 кг, Кирхнер је пре Ленстера играо за екипу Булс. За "спрингбоксе" је до сада одиграо 31 тест меч и постигао 25 поена.